# La Rinconada (Tumbes)
La Rinconada es un caserío peruano ubicado en el distrito de Casitas, perteneciente a la provincia de Contralmirante Villar del departamento de Tumbes, al norte del Perú. 

## Ubicación
La Rinconada se ubica al este de la provincia de Contralmirante Villar, en el distrito de Casitas, en el departamento de Tumbes.

## Demografía
En 2017 La Rinconada tenía una población de 94 habitantes.
| Gráfica de evolución demográfica de La Rinconada entre 1993 y 2017 |
|                                                                    |
| Fuentes: Población 1993 y 2017                                     |